# فرانز بيرنس
فرانز بيرنس (بالألمانية: Franz Behrens )‏ (و. 1872 – 1943 م) هو سياسي، من ألمانيا، توفي في آلتلاندسبرغ، عن عمر يناهز 71 عاماً.

## مناصب
تولى منصب عضو مجلس النواب الألماني للجمهورية فايمار، وعضو مجلس النواب الألماني للإمبراطورية الألمانية.